# Billy Barratt
Billy Ace Barratt (Brixton, Londres, 16 de junio de 2007) es un actor británico. A la edad de 13 años, se convirtió en la persona más joven en ganar un Premio Emmy Internacional.

## Primeros años de vida
Billy Ace Barratt nació en Brixton, Londres. Su madre es la actriz y presentadora Carolyn Owlett, quien es miembro de la banda femenina The 411, mientras que su abuelo es el cantante galés Shakin' Stevens.

## Carrera
Barratt comenzó a actuar en papeles de televisión. Debutó en el cine en To Dream, estrenada en 2016. En 2018 consiguió un pequeño papel en la película El regreso de Mary Poppins de 2018, interpretando a un niño de la calle. En 2019, interpreta a Ray en Responsible Child, que cuenta la historia ficticia sobre un niño de 12 años acusado de asesinato y cuestiona si un niño puede ser considerado responsable de sus acciones. El 23 de noviembre de 2020, Barratt ganó el premio Emmy internacional al mejor actor por su papel en la película, convirtiéndose en la persona más joven en hacerlo.

## Filmografía

### Películas
| Año  | Título                            | Papel            | Notas  |
| ---- | --------------------------------- | ---------------- | ------ |
| 2016 | To Dream                          | Lucas joven      |        |
| 2018 | El regreso de Mary Poppins        | Niño de la calle |        |
| 2019 | Blinded by the Light              | Matt (10)        |        |
| 2022 | The Other Me                      | Niazi            | [ 8 ]  |
| 2023 | Crater                            | Dylan            |        |
| 2024 | My Spy: The Eternal City          | Ryan             | [ 9 ]  |
| 2025 | Bring Her Back                    | Andy             | [ 10 ] |
| TBA  | Storm Rider: Legend of Hammerhead | Neb joven        |        |

### Televisión
| Año  | Título                       | Role              | Notas                         |
| ---- | ---------------------------- | ----------------- | ----------------------------- |
| 2016 | Mr Selfridge                 | Ralph Selfridge   | 4 episodios                   |
| 2017 | The White Princess           | Príncipe Arthur   | 4 episodios                   |
| 2017 | Sharknado 5: Global Swarming | Gil               | Película de televisión        |
| 2018 | The Alienist                 | Ted Roosevelt Jr. | Episodio: "Castle in the Sky" |
| 2019 | Responsible Child            | Ray               | Película de televisión        |
| 2019 | A Christmas Carol            | Scrooge joven     | 1 episodio                    |
| 2021 | Invasion                     | Caspar Morrow     | Rol principal                 |